# قیفک قهوه
قیفک قهوه (نام علمی: Conus coffeae) نام یک گونه از سرده قیفک‌ها است.